# Карл Людвіг
Карл Лю́двіг (нім. Carl Frederick Wilhelm Ludwig; 29 грудня 1816, Вітценгаузен, Гессенське курфюрство — 23 квітня 1895, Лейпциг, Німеччина) — німецький фізіолог і лікар, засновник великої наукової школи, яка вплинула на європейську й світову фізіологію. Професор Військово-хірургічної академії Йозефіни, Марбурзького, Цюрихського та Лейпцизького університетів. Засновник і директор Лейпцизького інституту фізіології. Винайшов низку приладів, зокрема кімограф, стромур, ртутний насос для закачування газу у кров, а також розробив нові лабораторні методики, як-то моделі ізольованих органів (серце, печінка, нирка) метод ін'єкцій для візуалізації судин. Також зробив відкриття, пов'язані з роботою клапанів серця, нездатністю серцевого м'яза до тетанусу, законом «усе або нічого» для серця, абсолютним рефрактерним періодом для серця, ефектом Боудіча.

## Біографія

### Дитинство
Карл Людвіг народився 29 грудня 1816 року в Вітценгаузені, що тоді належав до Гессенського курфюрства, у родині ветерана Наполеонівських війн Йоганна Фридріха Людвіга (1781—1843), який через поранення не міг продовжувати військову службу, проте завдяки приязному ставленню курфюрста здобув посаду скарбія. Карл був другим з шести чи третім з семи дітей. Брат Рудольф (1812—1880) став геологом і палеоботаніком, а Генріх (1829—1897) — художником. Спочатку його разом з іншими дітьми навчала вдома мати Христіане Нагель (?-1853), а потім він навчався в гімназії в Ганау.

### Марбурзький період
Після закінчення гімназії Людвіг вступив до Марбурзького університету. Утім його ліберальні політичні погляди, спрямовані проти уряду Пруссії та на створення об'єднаної федеративної Німеччини, та схильність до фехтування й дуелей не задовольняли адміністрацію. За іншими даними, конфлікт з адміністрацією стався через захист Людвігом студента, проти якого застосувало репресії керівництво університету. Під тиском він був вимушений перейти до Ерлангенського університету, а потім до Бамберзького університету. У 1839 році Людвіг повернувся до Марбурга задля захисту докторського ступеня.
Після здобуття ступеня молодий дослідник розпочав працювати в лабораторії хіміка Роберта Бунзена. 1841 року його призначили прозектором кафедри анатомії, яку очолював Людвіг Фік. Стосунки з професором фізіології Германом Нассе в Людвіга були натягнуті, а фізіологічна лабораторія в Марбурзькому університеті була погано обладнана. 1842 року Карл Людвіг захистив дисертацію щодо секреції сечі в нирках. 1846 року його призначили екстраординарним професором порівняльної анатомії. Під його керівництвом в останній період у Марбурзі працював Конрад Екгард.
У 1847 році Людвіг відвідав Берлін, де працював у лабораторії Йоганна Мюллера. Тут він познайомився з учнями Мюллера: Емілем Дюбуа-Реймоном, Германом Гельмогльцем та Ернстом Брюке. За словами Людвіга, сказаними пізніше, ці чотири дослідники вирішили перебудувати фізіологію на основі фізико-хімічних законів та поставити її на рівні з фізикою.
Під час революції 1848 року Людвіг був також політично активний, хоча й не полишав наукової діяльності. Він вступив до правління заснованої Генріхом фон Зібелем ліберальної «Vaterlandsverein» (укр. асоціація Батьківщини) разом з Бунзеном, Йоганном Гільдемайстером та Карлом Кнісом, а також редагував газету «Neue Verfassungsfreunde» навесні 1848 року. Умови кафедри анатомії в Марбурзькому університеті його не влаштовували, тому він шукав нового, більш перспективного місця, а переслідування учасників революції, які почалися 1849 року, тільки підсилили його бажання переїхати.

### Цюрихський університет
1849 року Людвіг здобув посаду професора кафедри анатомії та фізіології в Цюрихському університеті. У 1851—1852 роках його обирали деканом медичного факультету. Університет забезпечив його невеличкою лабораторією й асистентом. Ним став друг Карла, Адольф Фік. У 1851 році його лабораторію відвідав фізіолог Герман Станніус.
Тут він окрім викладання анатомії написав власний підручник з фізіології, який розпочав писати ще у Марбурзі. Перший том підручника вийшов 1852 року й, за свідченням приятеля Людвіга Вільгельма Гіса, був революційним для тогочасної фізіології. У цьому підручнику Людвіг, на відміну від тогочасних фізіологів, пояснював кожен фізіологічний процес, як наслідок конкретних фізичних чи хімічних явищ.
У Цюриху Людвіг був перевантажений викладанням, яке залишало йому мало часу на власні дослідження, про що він неодноразово скаржився в листах Дюбуа-Реймону. Крім того, швейцарські професори розглядали його як іноземця, а тому трималися осторонь. Ці чинники вплинули на рішення Людвіга шукати посади в іншому університеті, проте йому все ж таки вдалося за час роботи в Цюриху виконати низку досліджень з формування лімфи, секреції слини та сечі. Здобути кафедру в Боннському університеті Людвігу завадив уряд Пруссії. Тоді його приятель Ернст Брюке організував йому призначення у Відні.

### Віденський період
У 1855—1865 роках Карл Людвіг завідував кафедрою фізіології та зоології Військово-хірургічної академії Йозефіни. Його кафедра складалася з невеликих хімічної та фізіологічної лабораторій, лекційної аудиторії, механічної майстерні та кімнати для утримання тварин. Фізіологічна лабораторія була відносно добре обладнана. До штату кафедри входили: лаборант, механік та шпитальний ординарець. Основні дослідження Людвіга цього періоду були присвячені вивченню транспорту газів кров'ю та метаболізму. У цей період також вийшов другий том підручника з фізіології (1856).
Попри добрі умови в Відні, Людвіг прагнув переїхати до німецького університету. Життя в Відні було також незвичне для його дружини великою кількістю пишних вечірок і балів. Уже 1858 року він подався на професора Бреславського університету, але отримав відмову. Коли ж 1865 року його запросили до Лейпцига, він прийняв цю пропозицію з задоволенням. На честь від'їзду Людвіга було влаштовано урочистий вечір, де виступали його студенти та професори, зокрема Карл фон Рокітанські.

### Лейпцизький університет
З 1865 року Карл Людвиг працював професором кафедри фізіології Лейпцизького університету. До цього в університеті існувала кафедра анатомії та фізіології, яку очолював Ернст Вебер. Після розділення кафедр Вебер продовжував очолювати кафедру анатомії та підтримував Людвіга в його праці. Вступна лекція Людвіга була присвячена ідеї підтримання функції ізольованих органів за допомогою перфузії кров'ю, позбавленою фібрину.

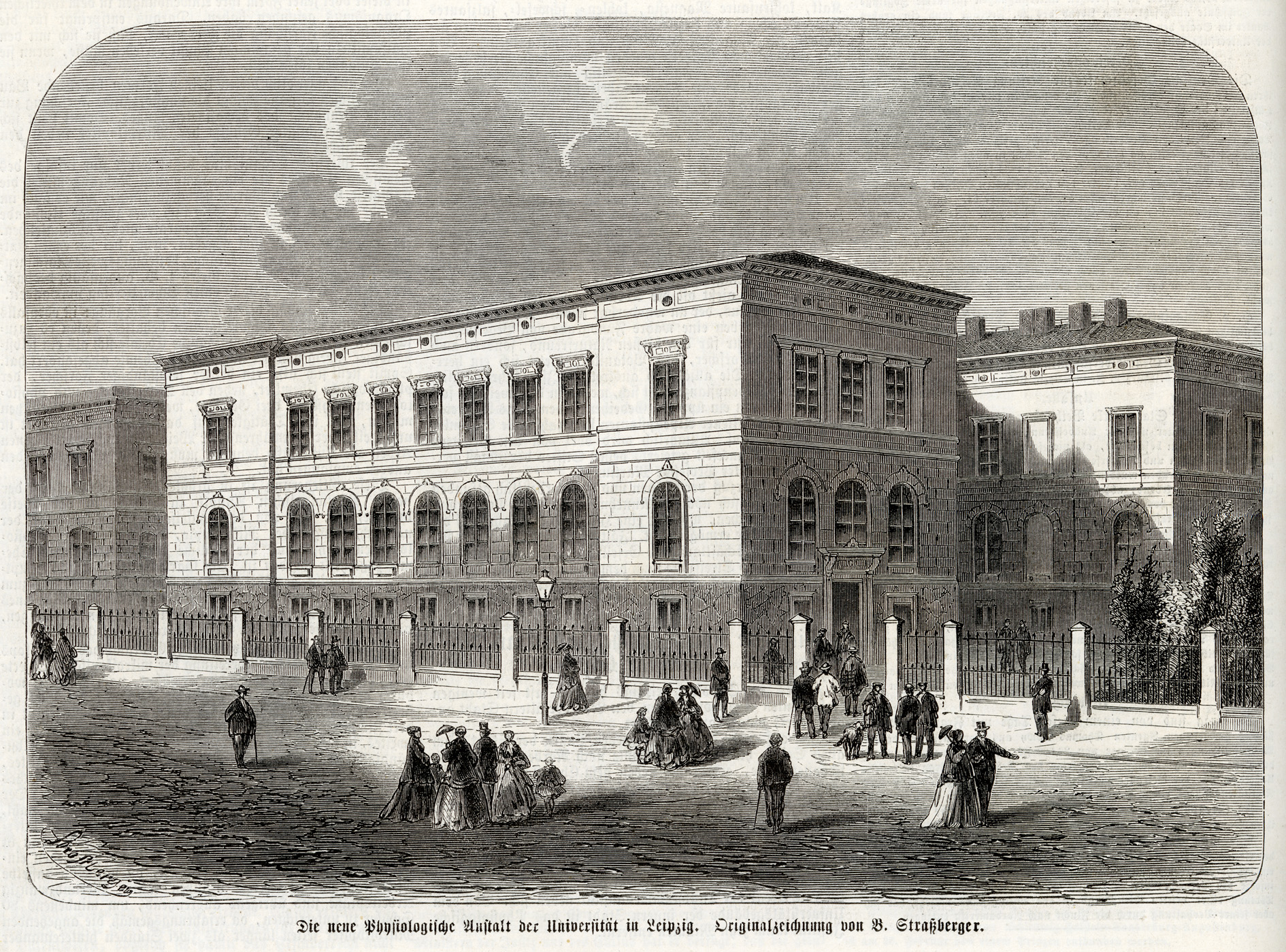
Інститут фізіології Лейпцизького університету. Рисунок Б. Страссбургера в журналі «Illustrirte Zeitung», 1869 рік

У Лейпцигу Людвіг заснував Інститут фізіології та став його першим директором. Ідея створити новий заклад для викладання та сучасних досліджень у галузі фізіології належала королю Саксонії Йоганну. Він поставив завдання зробити своє королівство найрозвиненішою німецькою державою, зокрема й у напрямку науки. Людвіг робив усю роботу, від планування будівництва до закупівель обладнання. Будівля закладу була побудована в вигляді літери «Е», де окремі крила були присвячені фізіології, гістології та хімії. Інститут був відкритий 1869 року. Завідувачем хімічного відділу був Едмунд Дрекзель, який використовував найсучаснішу на той час апаратуру для супроводження всіх фізіологічних досліджень.
У 1866 роках Людвіг заснував науковий журнал «Arbeiten aus der physiologischen Anstalt zu Leipzig», де публікував свої праці та праці своїх учнів. Він випустив 11 томів цього журналу до 1876 року, а потім припинив його публікацію через те, що редактором престижного журналу «Archiv für Physiologie» з 1877 року став Дюбуа-Реймон. З цього часу він публікував результати досліджень у виданні свого друга.
У 1870-ті роки Людвіг з дружиною здійснили кілька поїздок до Англії, Австрії, Італії, Франції та Бельгії.
У 1874 році Карл Людвіг відсвяткував 25-річчя на посаді ординарного професора. На його адресу прийшли привітання від 142 учнів.
1879 року проти Фізіологічного інституту виступив барон Ернст фон Вебер, який звинуватив професора Людвіга та його співробітників у знущанні над тваринами. Натомість сам Людвіг публічно виступав за гуманні досліди над тваринами та водночас відстоював необхідність таких дослідів для науки та медицини. Він розмістив у місцевій газеті статтю про це, звернену до широкої аудиторії. У відповідь Вебер написав свою статтю, в якій осміяв аргументи Людвіга, обізвавши його «софістом». Вебер також зібрав збори з метою пропаганди антивівісекції, проте натовп підтримав відомого мешканця міста Карла Людвіга. Атака на інститут зірвалася. Професор Людвіг натомість розіслав памфлет Вебера з рекомендаціями, як протистояти критиці експериментів на тваринах до 26 німецьких університетів.
Карл Людвіг помер від тромбозу в коронарних судинах у квітні 1895 року в Лейпцигу.

## Особисте життя
У 1849 році Людвіг одружився з Христине Ендерман (нім. Christine Endermann), донькою професора права Марбурзького університету Германа Ернста Ендермана. У них була донька Анна (1851—1934), яка була одружена з німецьким істориком та журналістом Альфредом Дове (1844—1916). Також у 1853 році в родині Людвіга народився син, який помер у ранньому дитинстві 1858 року.
Замолоду Людвіг був політично активним та запальним, часто вирішуючи конфлікти за допомогою дуелей. Він вправно фехтував, а тому почувався впевнено, хоча під час одного з поєдинків був поранений в обличчя, від чого на верхній губі залишився шрам на все життя.
Сучасники відмічали, що в пізніші роки Людвіг був м'якою та доброзичливою людиною, що, імовірно, було однією з причин великої кількості учнів. Сам Людвіг у листі Дюбуа-Реймонду називав себе сентиментальним.

## Науковий внесок

### Роль у фізіології
Ім'я Карла Людвіга називають серед засновників і найбільш видатних дослідників фізіології тварин і людини. Британський лікар та фармаколог Лаудер Брантон наприкінці XIX століття назвав Людвіга найвидатнішим фізіологом після Гарвея, а британський фізіолог Ерік Нейл 1961 року назвав його одним з найвидатніших фізіологів нарівні з Клодом Бернаром та Генріхом Гельмгольцем. Чимало дослідників фізіології та історії науки називають ім'я Людвіга нарівні з Дюбуа-Реймоном, Гельмгольцем та Брюке як творця нової філософії науки та засновника експериментальної фізіології. Практично все життя Людвіг присвятив фізіологічним дослідженням, не полишаючи праці до самої смерті. Він володів добрими гістологічними та хірургічними навичками, які допомагали йому вивчати кожну поставлену проблему всебічно.
Завдяки широті своїх наукових інтересів, інженерським здібностям та великій кількості учнів і співробітників Карл Людвіг зробив значний внесок у дослідження різноманітних фізіологічних процесів:
- Фільтраційна теорія утворення сечі в нирках
- Локалізація вазомоторного центру в довгастому мозку
- Вегетативна іннервація судин
- Депресорні рефлекси
- Нервова регуляція секреції залоз
- Утворення та рух лімфи
- Проникність капілярів
- Газообмін у легенях
- Морфологія місцевих периферичних мереж
- Всмоктування та обмін жирів, білків та вуглеводів

### Фізіологія нирок
Перша наукова праця Людвіга вийшла 1842 року та була присвячена фільтрації крові в нирках. Він опонував праці Вільяма Боумена 1840 року, де автор стверджував, ніби в клубочок з крові потрапляє лише вода, а розчинні речовини секретуються трубочками. Натомість Людвіг запропонував модель, у якій рідина фільтрувалася в клубочок під дією гідростатичного тиску крові, а трубочки навпаки абсорбували надлишок рідини. Дискусія тривала й після смерті Людвіга, поки 1917 року шотландський фізіолог Артур Робертсон Кушні не запропонував модель фільтрації-реабсорбції, яка об'єднала обидва підходи.
Дослідження на ізольованій нирці Людвіг здійснював і в пізніші роки. Зокрема його учні дослідили вплив змін кровотоку на фільтрацію в нирках, а також рух лімфи в них.

### Дослідження кровообігу

#### Артеріальний тиск

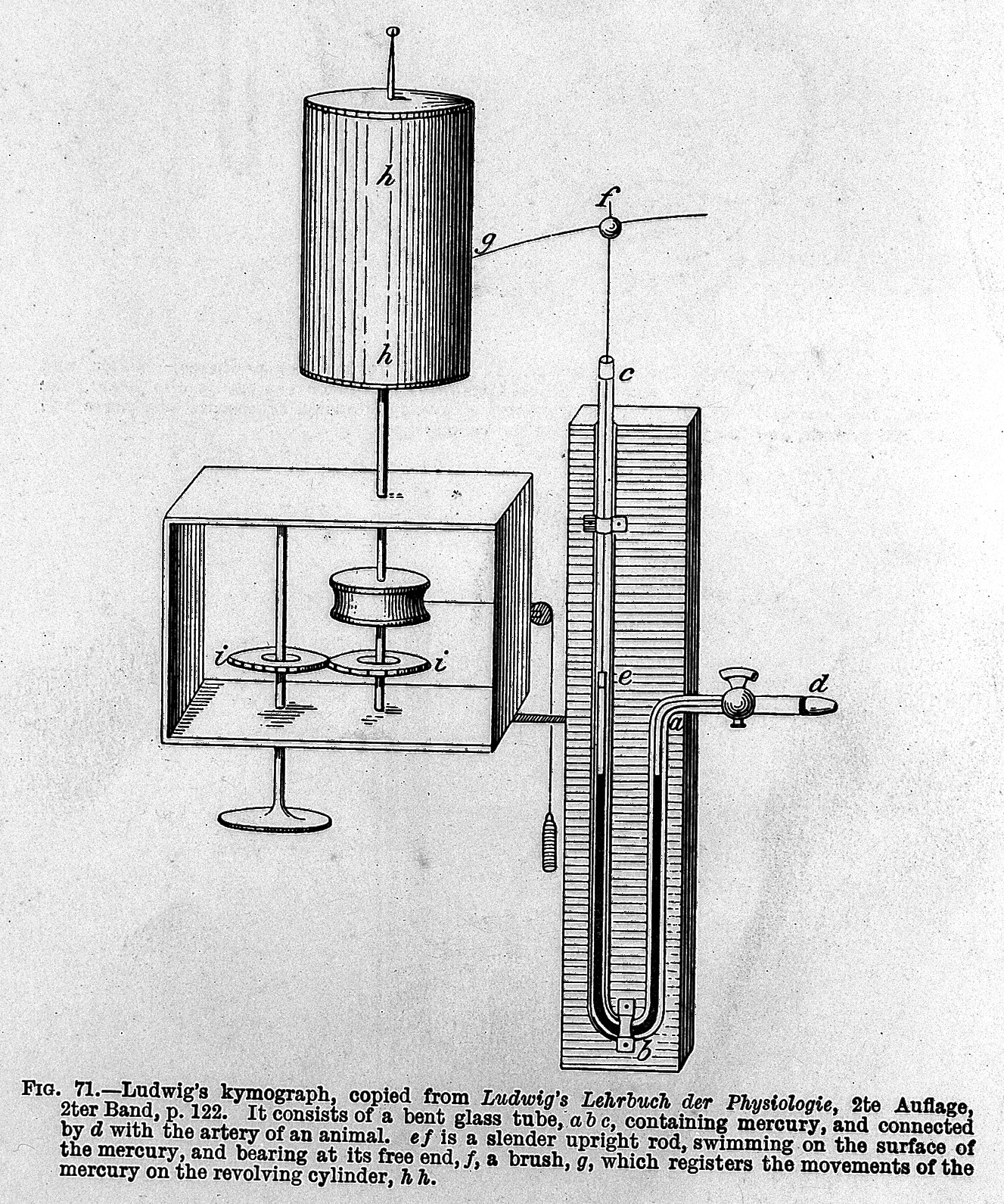
Модель кімографа Карла Людвіга

Того ж 1842 року Людвіг розпочав працювати над дослідженнями артеріального тиску. Він використовував ртутний манометр, винайдений Пуазейлем у 1828 році, але вдосконалив його за допомогою приєднання до поверхні стовпчика ртуті палички з грифелем на кінці. При коливанні стовпчика ртуті грифель лишав на папері, що рухався з постійною швидкістю на обертальному барабані, рисунок коливань. Таким чином Людвіг винайшов кімограф. Перший запис роботи серця він зробив 12 грудня 1846 року, а пізніше подарував його своєму учневі Анджело Моссо.

#### Вазомоторний центр
Перші роботи з виявлення центру регуляції судинного тиску в мозку Людвіг розпочав у віденський період разом з Людвігом Тірі (нім. Ludwig Thiry, 1817—1897). Вони показали, що перерізання спинного мозку на рівні шиї знижує артеріальний тиск. Якщо ж вони подразнювали спинний мозок, то спостерігалося напруження стінок низки артерій. Крім того, вони встановили, що артеріальний тиск контролюється симпатичною нервовою системою.
Надалі проблему локалізації центру регуляції артеріального тиску вивчали Пилип Овсянніков та Карл Діттмар (нім. Carl Dittmar, 1844—1920). За допомогою сконструйованого ним стереотаксичного апарату Діттмар зміг точно руйнувати окремі зони довгастого мозку кроля, тим самим виявивши центр регуляції судинного тиску.

#### Будова та функція серця
1849 року Моріц Гоффа (нім. Moritz Hoffa) під керівництвом Людвіга спостерігав фібриляцію шлуночків у собаки, стимульованого електричним струмом. На початку 1870-х Джуліо Черадіні вивчав разом з Людвігом будову півмісячних клапанів серця. Пізніше Генрі Боудіч під керівництвом Людвіга дослідив автоматію серця, вивівши закон «Усе або нічого»: серце або скорочується повністю, або не скорочується взагалі. Також Боудіч і Людвіг показали, що підвищення частоти серцевих скорочень приводить до збільшення сили скорочення.

### Травна система та обмін речовин
Низка праць Людвіга та його учнів присвячені обміну речовин. Вони вивчали поглинання кисню активними органами, зокрема м'язами. Саме працюючи в лабораторії Людвіга, зацікавився проблемами енергетичного обміну Макс Рубнер. У лабораторії Людвіга досліджувався обмін вуглеводів, зокрема розщеплення сахарози та транспорт моносахаридів з кишки. Також вивчалося всмоктування та окислення жирів. Низка учнів Людвіга працювали над обміном білків.
Людвіг також цікавився роботою травної системи, а тому в його лабораторіях було виконано чимало праць з фізіології, гістології та біохімії травлення. Сам Людвіг вивчав гістологічну будову печінки. Його учні дослідили кровоносні судини тонкої кишки й печінки, вегетативну іннервацію черевної порожнини, зокрема разом з Карлом Купфером Людвіг описав роль блукаючого нерва в роботі тонкої кишки. Було вивчено також структуру підшлункової залози до й після секреції.
Чимало експериментів Людвіга та його учнів стосувалися вивчення секреції слинних залоз. У 1850-ті роки фізіологи вважали, що слина утворюється під впливом фільтрації рідини з крові. Людвіг довів, що слина створюється в залозах незалежно від тиску крові. Крім того, він уперше показав вплив нервів на секрецію залоз.

### Інші дослідження
Роботу в Лейпцигу Людвіг почав з лекції про ізольовані органи. Під його керівництвом упродовж другої половини 1860-х років було розроблено низку методик підтримання життєдіяльності різних органів: серця, м'язів, нирок, печінки, фрагментів кишки.
У галузі досліджень нервової системи Людвіга цікавили функції спинного мозку. Вивчати головний мозок і особливо його кору він вважав передчасним через відсутність адекватних методів та інструментів. Також Людвіг приділив велику увагу іннервації вісцеральних органів. Він уперше встановив, що активність нервів впливає на секрецію слинних залоз, тоді як у той час вважали, що нерви можуть впливати тільки на м'язи.

## Учні Людвіга
Лабораторії Людвіга завжди були повні запрошених дослідників. У лейпцизький період він набирав собі «просунутих учнів», яких називав «молодими друзями». Загалом з ним працювали не менше 250—300 учнів з різних німецьких університетів, з Британії, Франції, Данії, США, Швеції, Росії, Австро-Угорщини, польських, українських земель тощо. За свідченнями його учнів, він завжди допомагав поставити наукове питання, розробити методику, написати наукову статтю з результатами, проте ніколи не дозволяв поставити своє ім'я поруч з іменем молодшого дослідника. Характерною особливістю Людвіга було підібрати для учнів дослідницьку задачу, з якою кожен міг впоратися. Вплив Людвіга пов'язаний ще з тим, що його учні-іноземці часто були піонерами експериментальної фізіології в своїх країнах, зокрема Генрі Боудіч заснував першу фізіологічну лабораторію в США, а Фритьоф Голмгрен заснував перший у Скандинавії фізологічний науковий журнал.
Серед учнів Людвіга цюрихського періоду був Лотар Юліус Маєр, з яким вони визначили, що кров містить більше кисню, ніж при простому розчиненні в рідині, а також Арнольд Леонард Клоетта, який вивчав транспорт солей крізь мембрану. Серед учнів віденського періоду були Іван Сєченов, Фритьоф Голмгрен, Йоган Непомук Чермак.
Найбільша кількість учнів у Людвіга була в лейпцизький період, де масштаб Інституту фізіології дозволяв одночасно керувати багатьма молодими дослідниками. Серед цих дослідників були Ілля Ціон, Пилип Овсянніков, Іван Павлов, Лаудер Брантон, Гуго Кронекер, Генрі Бовдіч, Кристіан Ловен, Улоф Гаммарстен, Християн Бор, Роберт Тігерстедт, Волтер Гаскелл, Віктор Горзлі, Едвард Альберт Шарпі-Шафер, Огастас Дезіре Воллер, Пауль Флехзіх, Густав фон Гюфнер, Максиміліан фон Фрей, Отто Франк, Франц Швайггер-Зайдель, Чарлз Седжвік Мінот, Вілліам Генрі Велч, Франклін Пейн Молл.
Серед вчених з університетів на території України, які працювали в лабораторіях Людвіга були Іван Щелков, Володимир Бец, Никанор Хржонщевський, Володимир Томса, Василь Данилевський, Сергій Чир'єв, Микола Іванович Афанасьєв, Петро Спіро, Натан Бернштейн, Володимир Високович, Лев Бразоль.

## Наукові праці
Карл Людвіг опублікував сам та у співавторстві менш ніж 50 наукових праць. Проте його доробок є значно більшим, якщо взяти до уваги численні свідчення про написання ним статей своїх учнів, де він відмовлявся від співавторства.

### Підручник фізіології
У 1852 році вийшов перший том підручника фізіології Карла Людвіга, другий том опублікований 1856 року. Друге виправлене видання побачило світ у 1858—1861 роках. Підручник відходив від традиції, заданої підручником Йоганна Мюллера, та розглядав фізіологію з позицій фізики, хімії та математики. Пояснювати фізіологію Людвіг починав з властивостей атомів та молекул, далі описував «агрегатні стани», тобто те, що в сучасній науці належить до фізичної хімії, зокрема напівпроникність мембран. Третій розділ був присвячений фізіології збудливих тканин, а далі йшли теми фізіології окремих систем органів.
Підручник зустріли по-різному: Гельмгольц, Брюке та Дюбуа-Реймон схвалили його вихід, оскільки він відповідав їхньому новому світогляду, тим часом як інші вчені поставилися до нього скептично. Багато критики вийшло від анатома Вільгельма Гіса, фізіологів Рудольфа Вагнера та Вільгельма Вундта.

### Інші праці
- Ludwig, C. (1842). De viribus physicis secretionem urinae adiuvantibus. Elwert.
- Ludwig, C. (1847). Beitrage zur Kenntniss des Einflusses der Respirationsbewegungen auf den Blutlauf im Aortensysteme. Arch Anat Physiol Leipzig, 13, 242—302.
- Ludwig, C. (1856). Difusion awischen ungleich erwärmten Orten gleich zusammengesetzter Lösungen. Sitz Math Naturwiss Classe Kaiserichen Akad Wiss, 20, 539.
- Ludwig, C., & Schweigger-Seidel, F. (1872). Die Lymphgefässe der Fascien und Sehnen. S. Hirzel.
- Müller, W., Ludwig, C. (1874). Ueber die Stammesentwicklung des Sehorgans der Wirbelthiere: als Festgabe Carl Ludwig zum 15. October 1874 (Vol. 2). FCW Vogel.

## Нагороди та почесні звання
Карл Людвіг був нагороджений численими медалями, преміями та званнями:
- Іноземний член Королівської шведської академії наук (1869)[7]
- Почесний доктор Імператорського московського університету (1874)
- Іноземний член Лондонського королівського товариства (1875)[37]
- Медаль Котеніуса (1876)
- Орден Максиміліана «За досягнення в науці та мистецтві» (1878, Баварія)
- Медаль Коплі (1884, «за дослідження в галузі фізіології та за великі послуги, зроблені ним фізіологічній науці»)
- Орден за заслуги в галузі науки та мистецтв Пруссії (1889)
- Почесний доктор Лейпцизького університету (1890)
- Почесний громадянин міста Лейпциг (1890)

## Вшанування та пам'ять
З 1932 року Німецьке кардіологічне товариство заснувало Почесну медаль Карла Людвіга, якою нагороджуються видатні науковці в галузі кардіології. Скандинавське фізіологічне товариство щорічно з 2012 року нагороджує молодих фізіологів до 40 років премією імені Карла Людвіга.
26 червня 1936 на будинку, де народився Людвіг, у Вітценгаузені було відкрито меморіальну табличку.
На честь Людвіга названо низку медичних епонімів. Серед них:
- нерв Людвіга, або аортальний нерв[en] — гілка блукаючого нерва, яка інервує рецептори дуги аорти
- вузол Людвіга — невелике скупчення парасимпатичних нейронів у міжпередсердній перегородці або в правому передсерді, що пов'язане із серцевим плексусом[39]
- лабіринт Людвіга — структура в частці нирки
- рефлекс Ціона-Людвіга — рефлекс, що забезпечується барорецепторами дуги аорти та контролює артеріальний тиск[40]
- ефект Людвіга-Соре — дифузія складових частин розчину або газової суміші, зумовлена різницею температур